# Otto Stürken (Bankier)

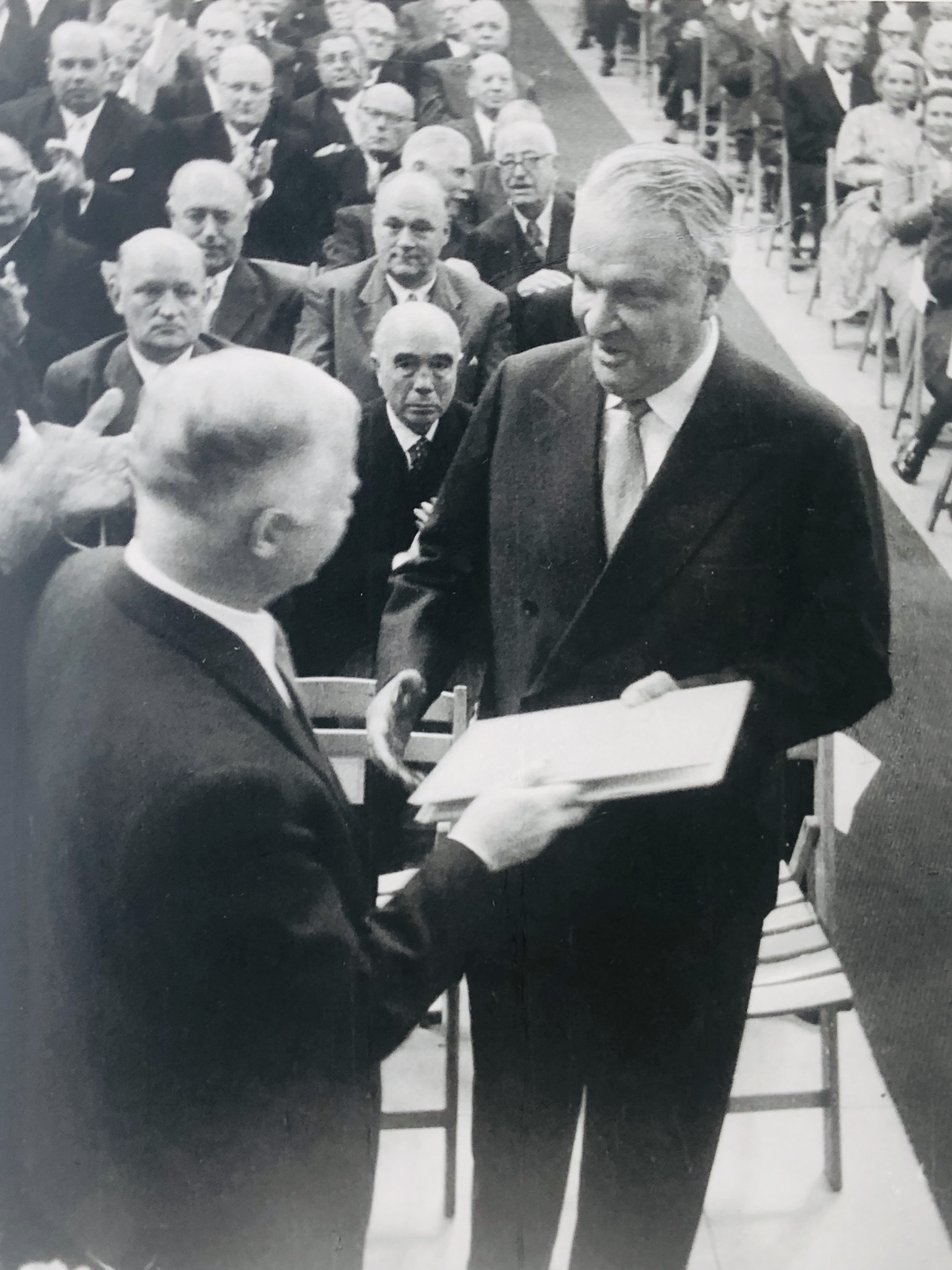
Otto Stürken mit dem Ersten Bürgermeister Kurt Sieveking beim Festakt zum 100-jährigen Bestehen der Vereinsbank in Hamburg

Wilhelm Otto Nicolas Fritz George Stürken (* 15. November 1898 in Hamburg; † 12. August 1979 in Schaan, Liechtenstein) war ein deutscher Kaufmann und Bankier. Er war von 1929 bis 1956 Vorstand der Vereinsbank in Hamburg.

## Leben

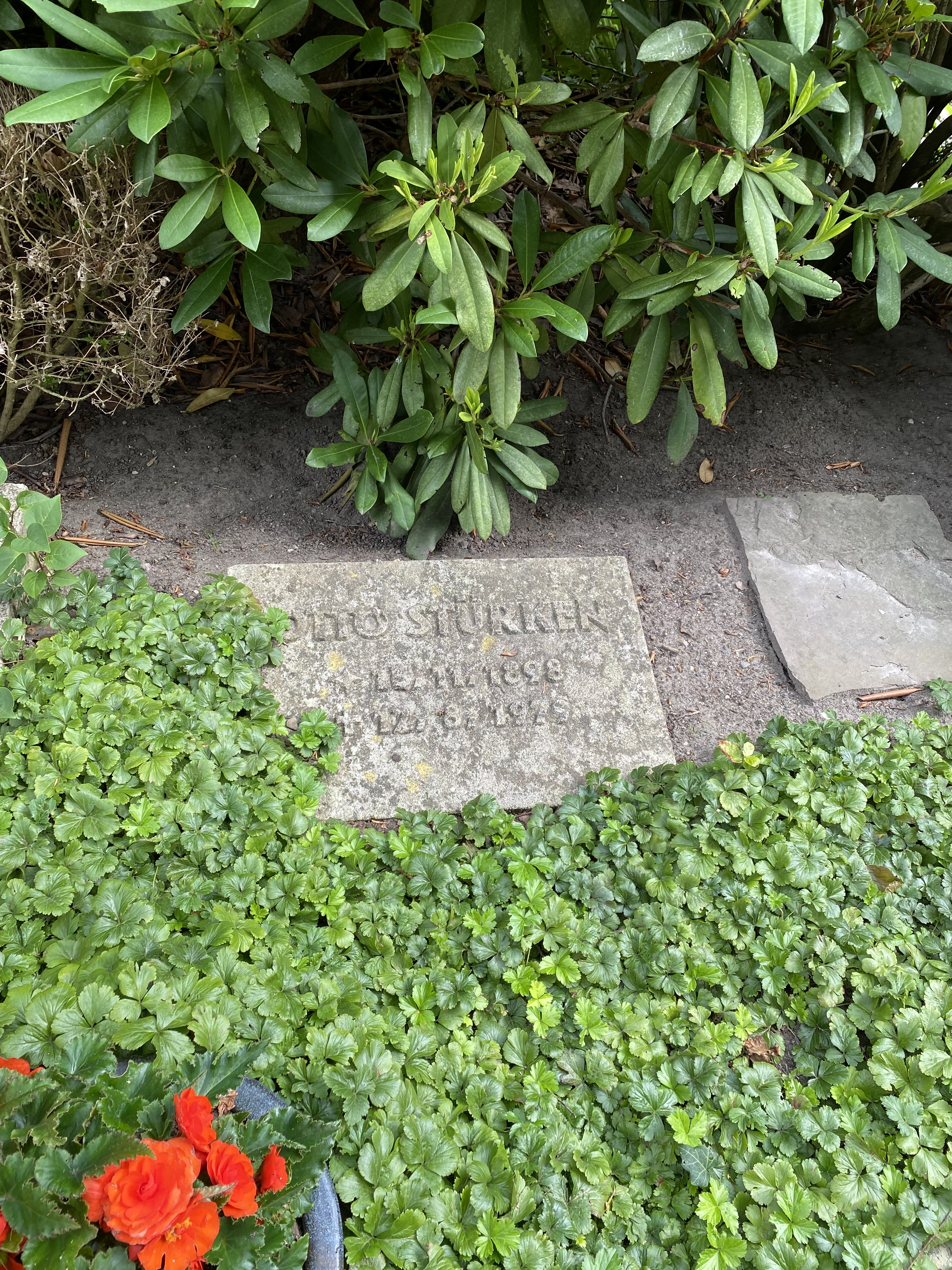
Kissenstein für Otto Stürken in der Familiengrabstätte

Von 1917 bis 1918 war Stürken Teilnehmer des Ersten Weltkrieges, als Leutnant der Reserve des 2. Rheinischen Husaren-Regiments Nr. 9. Nach seiner Demobilisierung im Jahre 1919 nahm er eine kaufmännische Ausbildung auf. 1925 wurde er Mitinhaber der Firma Willink & Co. (seit 1926 Huth, Willink & Co.). 1929 brachten Stürken und seine Mitgesellschafter ihr Geschäft in die Vereinsbank in Hamburg ein. Er wurde Vorstand der Vereinsbank und gestaltete in den folgenden 27 Jahren maßgeblich die Geschicke des für Hamburg wichtigen Bankhauses. Im Zuge seiner Tätigkeit war Stürken Mitglied verschiedener Aufsichtsräte. Er war Vorsitzender des Aufsichtsrates der Deutsche Levante Linie AG sowie der New York Hamburger Gummi-Waaren Compagnie.
Seit 1956 bis zu seinem Tod lebte Stürken im Ruhestand in Schaan in Liechtenstein. Er wurde in der Familiengrabstätte auf dem Nienstedtener Friedhof beigesetzt.

## Familie
Stürken ist ein Sohn des Hamburger Polizeipräsidenten Otto Stürken und Enkel des Hamburger Kaufmannes Nicolas Stürken. Von seiner Mutter Ellen Hesse, Tochter des Commerzienrates George Heinrich Hesse erbte er den Hessepark in Hamburg-Blankenese. Im Jahr 1926 verkaufte er den Park an die Gemeinde Blankenese.